# Tablettes de Tărtăria

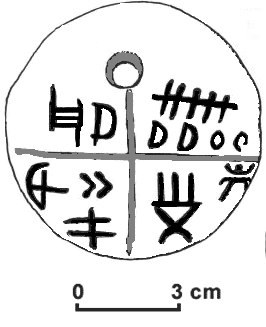
L'une des trois tablettes de Tărtăria

Les tablettes de Tărtăria sont trois artéfacts en terre cuite possiblement datés du Néolithique (environ 5000 av. J.-C.) et portant des inscriptions considérées par certains archéologues comme une proto-écriture. Elles ont été mises au jour près de Tărtăria, une petite localité située au centre de la Roumanie. Tărtăria est par ailleurs un site archéologique de la culture de Vinča, mais ces tablettes sont contestées par une partie des archéologues qui pensent qu'elles sont apocryphes ou qu'elles seraient plus récentes qu'avancé à l'origine.
L'amulette ci-contre montre les travaux agricoles à effectuer en fonction des phases de la lune et des saisons. Les deux autres tablettes montrent la saison de la période de reproduction du bétail et la période de la chasse ou de l'abattage des bêtes, à la manière d'une représentation mnémotechnique. Les partisans de leur authenticité soulignent que des tablettes inscrites de la même époque ont été découvertes à Gradešnica, dans le nord-ouest de la Bulgarie, et à Dispilio, dans le nord-ouest  de la Grèce.

## Historique

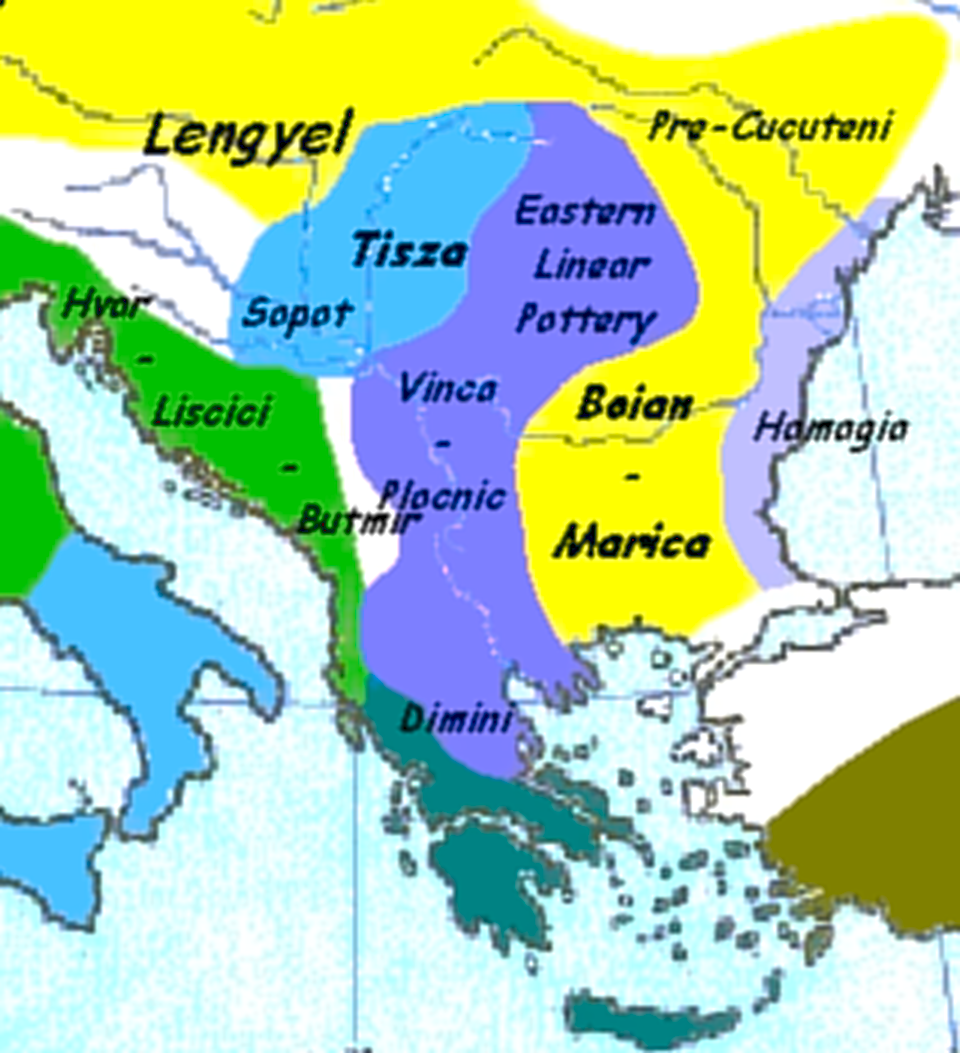
L’extension de la culture de Vinča au.

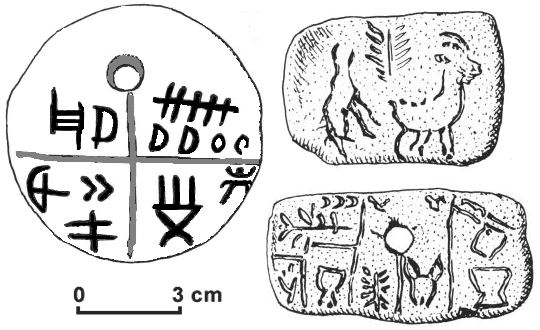
Illustrations de chacune des trois tablettes.

Les tablettes apparaissent en 1961 : l'archéologue roumain Nicolae Vlassa affirme les avoir déterrées près de Tărtăria, entre Orăștie, Simeria et Cugir (județ d'Alba), en Transylvanie. Il publie une première étude en 1963.

## Datation
Des datations par le carbone 14 effectuées dans les années 1970 en Russie et en Italie permirent d'affirmer que les tablettes auraient été gravées entre 5500 et 4500 av. J.-C., bien avant les premières tablettes de Sumer. Ces tablettes seraient liées à la culture néolithique de Vinča, mise au jour en Serbie et en Transylvanie. Ayant été recuites par les découvreurs dans un but de conservation, les tablettes de Tărtăria ne sont plus datables par thermoluminescence. De nouvelles analyses effectuées en 2005 ont confirmé une datation haute, antérieure à 5000 av. J.-C.

## Argumentaire
Des inscriptions néolithiques ont été trouvées sur d'autres sites balkaniques, comme le sceau d'argile de Karanovo et la tablette d'argile de Gradešnica, découverts en Bulgarie en 1956 et 1970, respectivement,. Certains auteurs comme Marija Gimbutas ont conclu à l'existence d'une proto-écriture balkanique, plus ancienne que l'écriture sumérienne. C'est aussi l'opinion de Sorin Paliga, qui voit dans les tablettes de Tărtăria une évolution locale de signes abstraits.

## Protochronisme
Ces tablettes controversées s'inscrivent dans la polémique protochroniste sur les origines et l'histoire des Daces et des Roumains, initiée par Nicolae Densuşianu dans sa Dacie préhistorique. Ses théories para-historiques, totalement rejetées par l'Académie roumaine, ont été baptisées « dacomanie » ; leur équivalent au sud du Danube est la « thracomanie » bulgare, elle aussi rejetée par l'Académie bulgare. Selon l'ensemble des historiens et des linguistes, les Roumains sont les descendants des Thraco-Romains (Thraces romanisés : voir Origine des roumanophones), mais l'école protochroniste dont le médecin Napoleon Săvescu est le porte-parole actuel, affirme qu'ils seraient les descendants directs des Daces, qui auraient parlé une langue proche du latin, et dans cette idée, les Latins seraient des Daces émigrés en Italie. Les historiens et les linguistes, eux, pensent que les descendants directs des Daces restés non-romanisés, à savoir les Carpes, sont les Albanais.
L'école protochroniste ne se contente pas d'affirmer que les Daces seraient à l'origine des Latins, mais affirme aussi qu'ils auraient conquis, deux mille ans avant notre ère, toute l'Europe occidentale, l'Inde et l'Asie jusqu'au Japon, qu'ils seraient à l'origine de la civilisation sumérienne et aussi du premier alphabet au monde (thèses de Viorica Enăchiuc) : les tablettes de Tărtăria viennent en appui à ces thèses sans fondement scientifique.

## Comparaison avec la Mésopotamie
Ces tablettes semblent décrire le calendrier agricole lunaire, commun à la plupart des cultures mésopotamiennes vers 2000 av. J.-C. A contrario, les Égyptiens anciens se basaient sur le lever de l'étoile Sotis.
En comparant les tablettes de Tărtăria avec certaines tablettes sumériennes (Uruk IIIb), on a voulu rajeunir la chronologie du Néolithique balkanique (culture de Vinča) d'un bon millénaire, mais cet argument comparatif n'a pas convaincu les archéologues. Selon Jean-Paul Demoule, il serait plus simple d'admettre que la fosse de Tărtăria relève en fait des niveaux Crotofeni, datés du début du IIIe millénaire av. J.-C., et que les tablettes de Tărtăria seraient donc plus récentes qu'avancé jusqu'à présent et dateraient en fait du Néolithique final.